# Castnia
Castnia es un género de lepidópteros de la familia  Castniidae. Fue descrito por  Fabricius in 1807.

## Especies
- Castnia estherae Miller, 1976
- Castnia eudesmia Gray, 1838
- Castnia fernandezi González, 1992
- Castnia invaria Walker, 1854
- Castnia juturna Hopffer, 1856
- Castnia lecerfi Dalla Torre, 1913